# Protographium epidaus
Protographium epidaus är en fjärilsart som först beskrevs av Doubleday 1846.  Protographium epidaus ingår i släktet Protographium och familjen riddarfjärilar. Inga underarter finns listade i Catalogue of Life.

## Bildgalleri

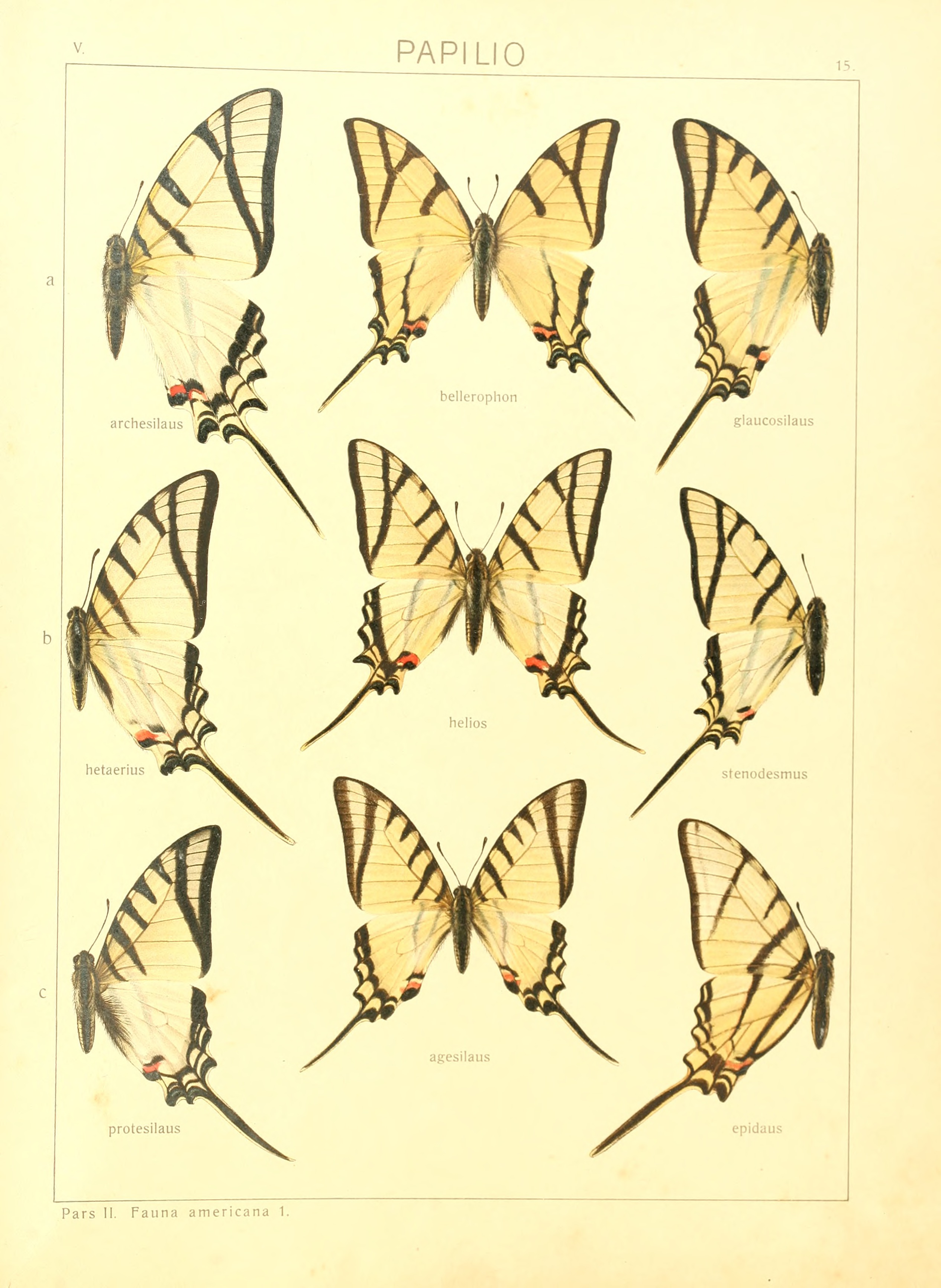